# 麻扎村
麻扎村（維吾爾語：مازار كەنتى‎），全称为麻扎阿勒迪买里村，是中华人民共和国新疆维吾尔自治区吐鲁番市鄯善县吐峪沟乡的古老维吾尔族自然村落，行政区划上属于吐峪沟村。麻扎村守护着基督教与伊斯兰教都提到的圣人洞穴，因穆斯林会前往朝拜，故被视为“中国的麦加”。因为保留了吐鲁番维吾尔族生土建筑群的风貌，被视为“中国第一土庄”。是中国历史文化名村、中国传统村落、中国少数民族特色村寨。截止2016年，村内有1450人，65户具有历史的民居，国家重点文物保护单位吐峪沟石窟也位于麻扎村内。

## 地名来源
麻扎村源自1984年划分行政区划时对其的命名，全称为麻扎阿勒迪买里村。麻扎为陵墓之意，麻扎阿勒迪买里村意为“陵墓前的村庄”。这里的陵墓指麻扎村西北的艾苏哈卜·凯赫夫麻扎，在当地也被叫做霍加木麻扎或圣人墓。:28艾苏哈卜·凯赫夫则是阿拉伯语اصحاب الکهف（aṣḥāb al kahf）的音译，意为山洞人。是基督教所提到的以弗所之七圣童，伊斯兰教《古兰经》之山洞章有相对应的记载。讲述的是一群人为躲避宗教迫害或国王的迫害进入洞穴，数百年后重现于世的故事。伊斯兰教版本提到了有犬伴随着他们进入洞穴。
伊斯兰教版本并未明确洞穴的具体位置，所以传说传播到穆斯林世界各地后，有了多个以艾苏哈卜·凯赫夫命名的山洞，麻扎村的艾苏哈卜·凯赫夫麻扎是其中之一。吐鲁番的版本则是在伊斯兰教诞生前，麦加西某国的五人前往东方寻求“天意”，经过吐鲁番时遇到携犬的牧羊人并结伴同行。进入吐峪沟的洞穴后，终为圣，后人尊称“七圣贤”。虽与记载的大不相同，但麻扎村及艾苏哈卜·凯赫夫麻扎也一度成为中国境内的伊斯兰教圣地，麻扎村村民多是曾经的守墓人的后代，而中国穆斯林前往朝圣前会先前往麻扎村朝拜。所以这里也被称为“中国的麦加”。

## 地理环境

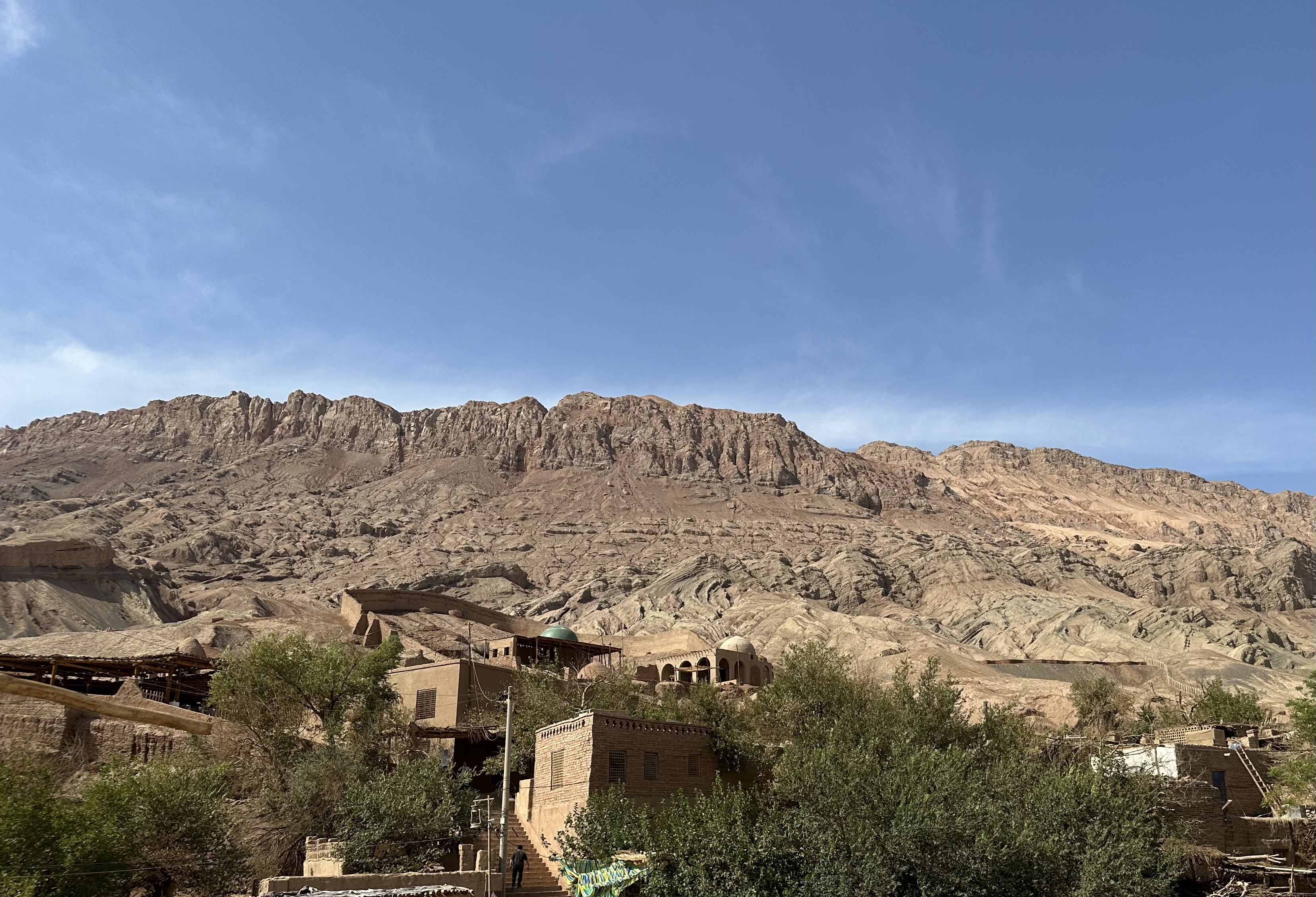
麻扎村周围环境

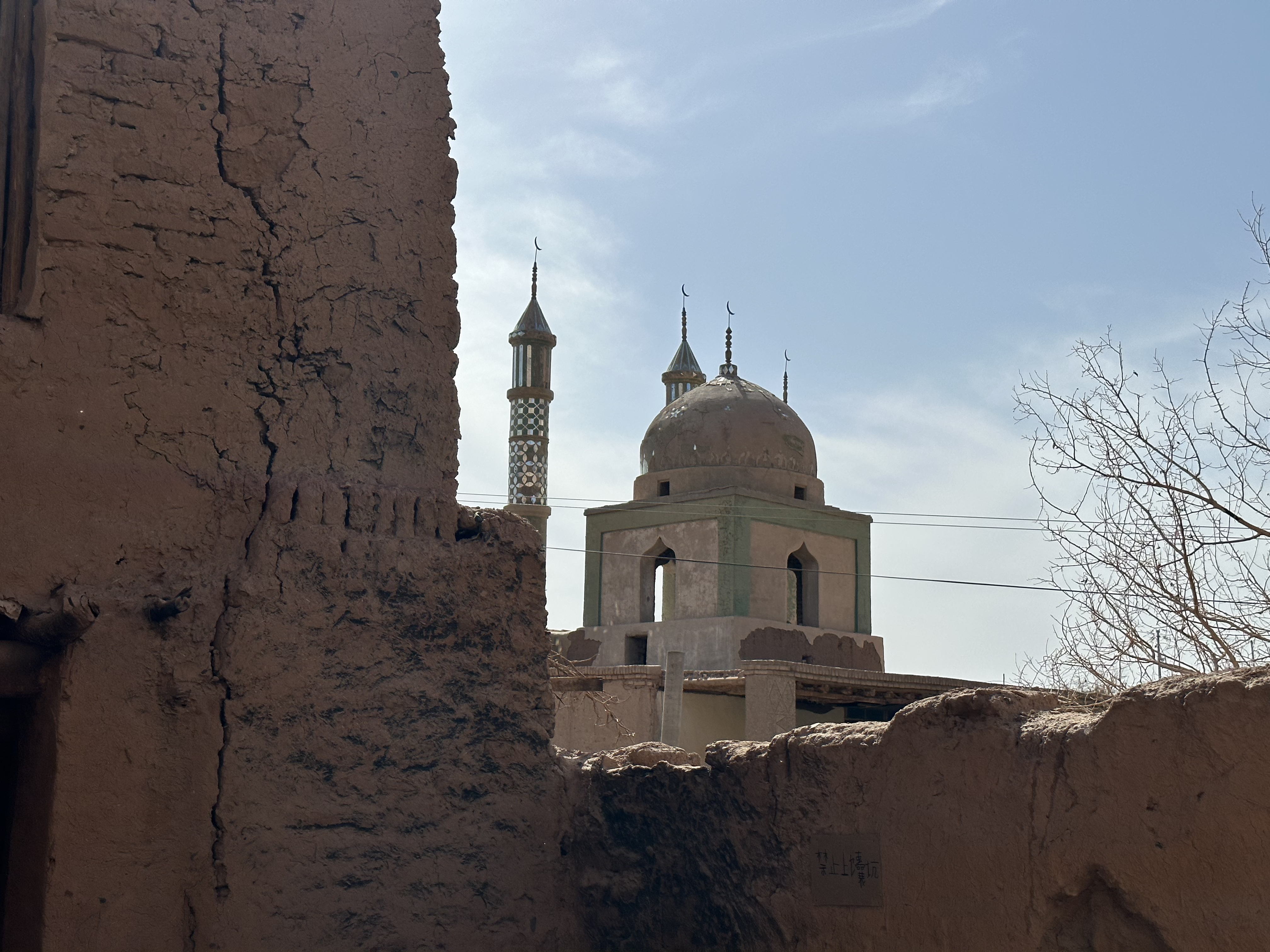
麻扎村一角

麻扎村位于中华人民共和国新疆维吾尔自治区吐鲁番市鄯善县吐峪沟乡火焰山脚下，村东西两侧为火焰山山体和山前洪积扇坡地。向南3千米是洋海村，向北与苏贝希村隔火焰山相邻，高昌国遗存高昌古城位于村西南13千米，西北有柏孜克里克千佛洞，东南20千米有曾经东汉戊己校尉驻地柳中古城遗址，东北40公里是库木塔格沙漠。:8
麻扎村所处温带大陆性干旱荒漠气候，年均气温14.4摄氏度。夏季时间可达160天，平均气温超过40摄氏度，极端高温近50摄氏度。年均降水量不足17毫米，年蒸发量超过3200毫米。冬季会降雪，但年均降雪量3.5毫米，不会形成稳定的积雪。麻扎村日照充足，光能丰富，无霜期可达224天，年日照时长超过3200小时。:12苏贝希河是麻扎村的主要水源，发源于天山山脉，以雪融水河降水为主要水源，源头海拔4110米，山区河段超过44千米，集水面积超过530平方千米。径流量每秒20立方米，春秋流量大，冬季流量小。另外也有水量较小的泉水分布于麻扎村一带。地表水总量每年2.71亿立方米。:14-16
麻扎村位于火焰山吐峪沟大峡谷南部谷口，苏贝希河流出火焰山形成山南洪积扇赫砾石戈壁，麻扎村地处洪积扇泥质沙土的绿洲之上。麻扎村依靠火焰山南坡而建，地势北高南低，海拔100米到500米之间。植物主要分布在河谷两岸的坡地上。:11-14麻扎村北部因气候干旱切植被稀少，腐殖化过程较弱，所以当地以棕色荒漠土为主。苏贝希河将黄红色土壤冲向河谷南侧，使麻扎村南侧覆盖着黄黏土。黄黏土易板结，有机质含量较少，不宜耕作种植。黄黏土以颗粒小于2微米的可塑硅酸铝盐为主，另也有少量镁、铁、钠、钾等元素。黄黏土是麻扎村生土建筑的主要原材料，也是村民制作陶器的主要原材料。:14-16

## 历史发展
麻扎村的具体建村时期难以考究，但麻扎村一带自新石器时代就有人类活动的痕迹。:8-11姑师人之后，车师前国、汉朝西域都护府、高昌国、唐朝西州、高昌回鹘等政权在此前后交替。秃忽鲁帖木儿建立东察合台汗国后，其子黑的儿火者将其势力扩张至今吐鲁番境内，这一时期麻扎村被称为秃由，即吐峪沟，当地人开始信仰伊斯兰教。清康熙年间，清军平吐鲁番，麻扎村归属清朝。在经历随额敏和卓东迁、平达瓦齐之乱后麻扎村村民返回麻扎村。清朝末年起到新疆和平解放时，麻扎村先后经历了台站制、区村制、乡镇保甲制等户籍管理制度。:8-11
新疆和平解放后，麻扎村先后隶属于吐峪沟区吐峪沟乡、鄯善县第四区公所、红星人民公社、吐峪沟人民公社等。麻扎村虽是自然村，但也一度成为行政村。1984年，恢复乡镇村建制，吐峪沟人民公社改吐峪沟乡，其下二大队分设出独立行政村——麻扎村。2004年开启强村并组工作，麻扎村、吐峪沟夏村、英买里村合并为吐峪沟村，属吐峪沟乡。虽然划归吐峪沟村，但麻扎村原村村设置和管理未变，麻扎村党支部和麻扎村下设三个村民小组保持至今。:8-11
随着人口增加，麻扎村无法提供足够的房屋和土地。为保护麻扎村传统风貌和解决麻扎村发展困境，鄯善县先后三次对其开展扶贫搬迁工作。1997年，在麻扎村西南七千米处成立火焰山村。1998年，38户150名麻扎村村民搬迁到火焰山村。2004年，县乡两级在麻扎村东南建设百余套抗震安居房，麻扎村搬迁36户141人。2014年结合传统村落保护项目，27户村民搬迁入新建的麻扎新村。:194-195

## 人口组成
麻扎村一带历史上先后有车师人、柔然人、乌孙人、突厥人、回鹘人、蒙古人等人生活过。新疆和平解放后，从内地前往鄯善县的支边青年、新疆生产建设兵团前往麻扎村一带开发建设，直至20世纪70年代，麻扎村一带生活有少量汉族、回族。麻扎村划为行政区划后，先后实施数次整体搬迁，截止2016年，麻扎村有300余户，1450人，皆为维吾尔族。:16-17

## 村庄建筑

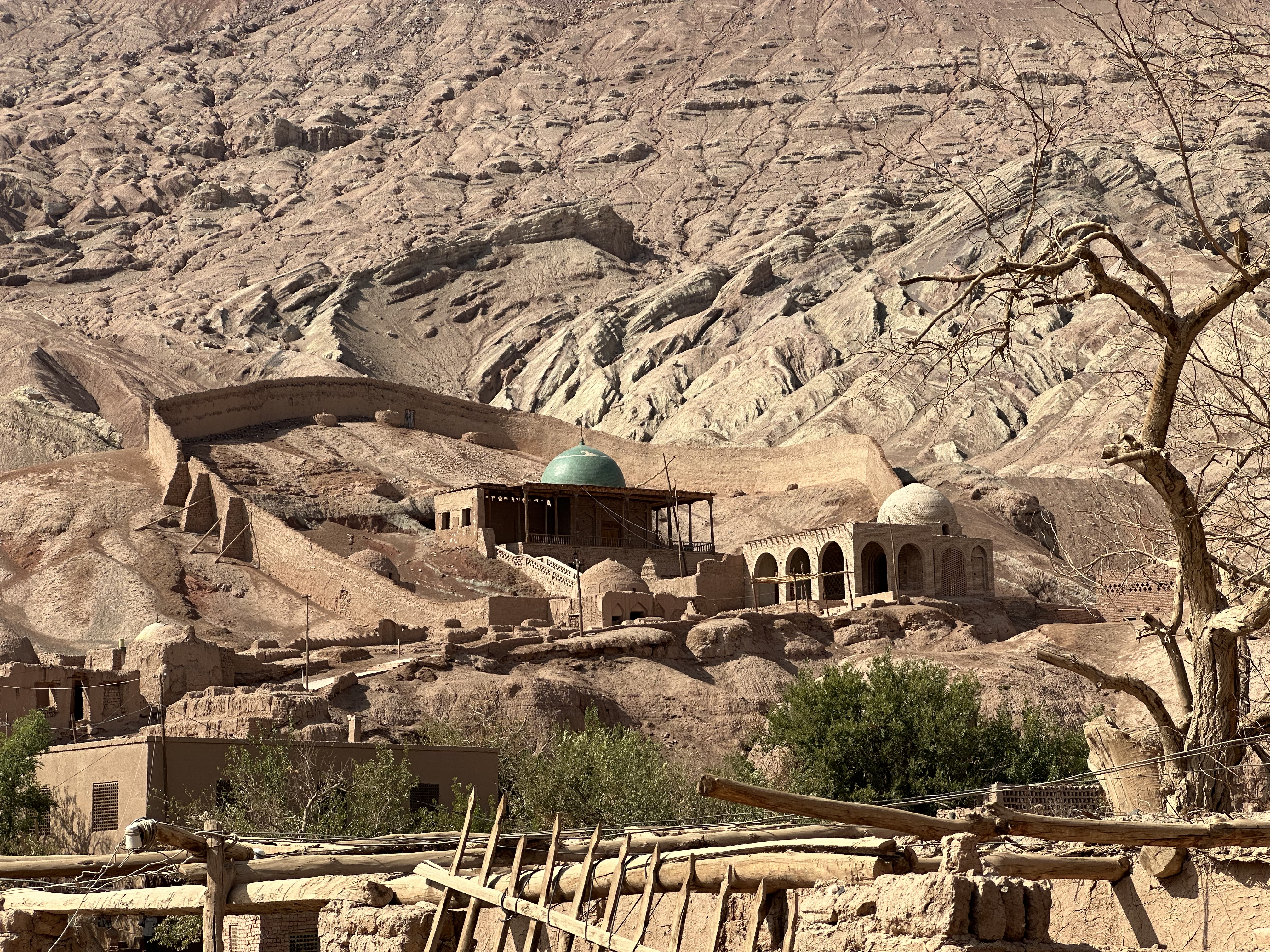
绿色穹顶的麻扎就是艾苏哈卜·凯赫夫麻扎，也被称为霍加木麻扎或圣人墓

### 麻扎与墓葬
艾苏哈卜·凯赫夫麻扎也被称为吐峪沟麻扎，墓葬和礼拜堂组成了该麻扎。艾苏哈卜·凯赫夫麻扎墓葬部分为土木结构建筑，顶部有圆拱，室内四壁悬挂匾额锦帐，东北侧为礼拜堂，同有圆拱形顶，内有高1米的仙人洞，洞口有木栅栏，内有木棍，相传为圣人遗物。麻扎建筑由椭圆形夯土围墙，院子大约2.3万平方米，院内有多座时代为清代的穆斯林墓葬。麻扎部分墙体有坍塌脱落的情况，可能的原因包括自然风化和人为损坏。:853-864
除艾苏哈卜·凯赫夫麻扎，麻扎村一带还分布有南北朝时期到高昌回鹘时期的墓葬，分布在沟两侧海拔约60米的断崖上，崖下便是麻扎村民居建筑。共发现墓葬超过15座，墓门开在断崖上，向后挖出墓室。墓主有的有陶棺葬具，有的没有。大部分墓口由土坯封住，但一些因为山崖倒塌，墓室外露。其中一座无墓具的墓葬，墓室为券顶，券顶残，平面为长方形。墓主为仰身直肢个体。这些墓葬因与吐峪沟石窟相距不远，墓葬可能与其存在联系。墓葬因地震损毁较重，因住宅区入侵墓葬区，对墓葬亦有破坏。:842-844

### 吐峪沟石窟

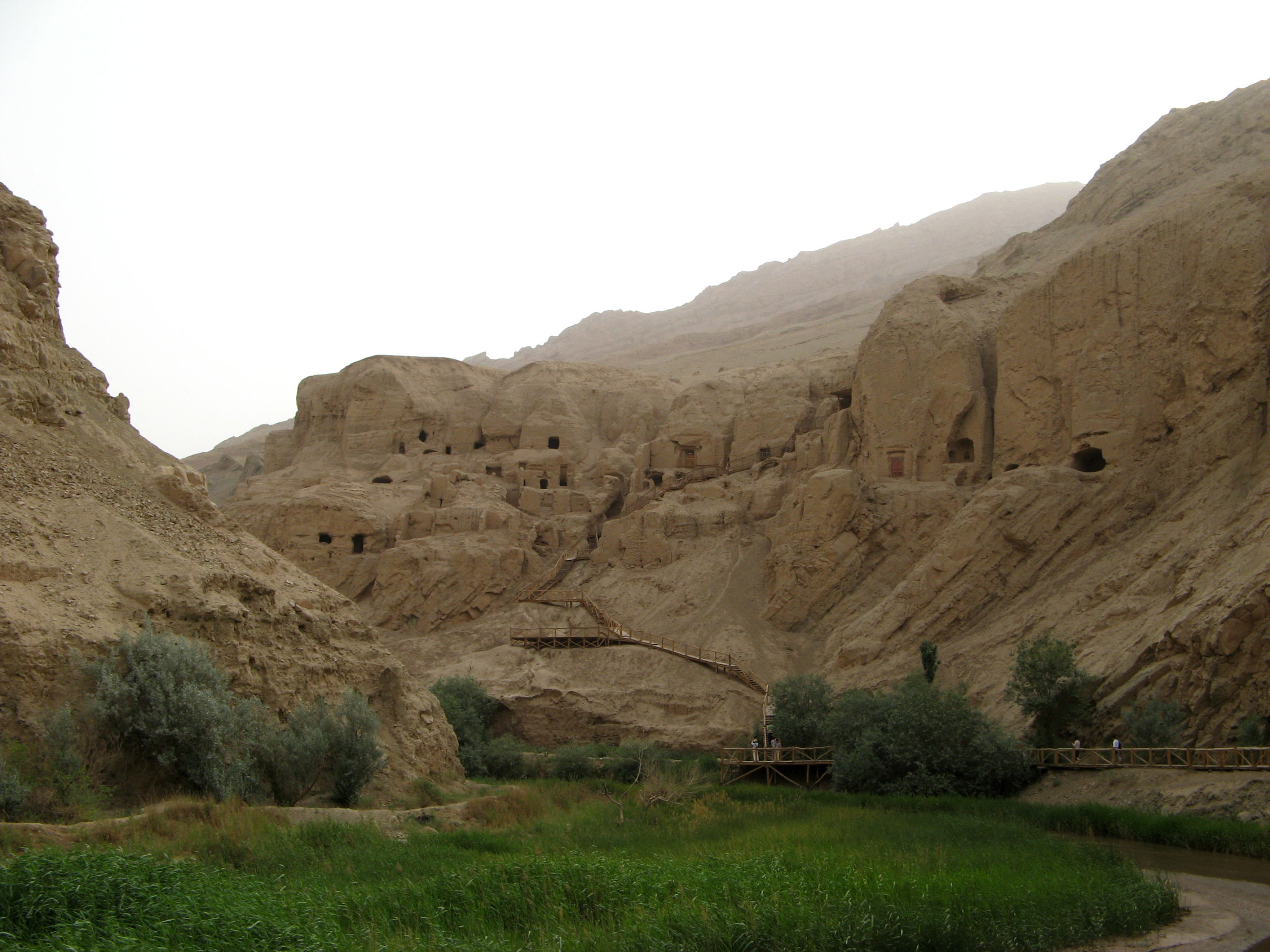
吐峪沟石窟

新疆三大佛教石窟之一的吐峪沟石窟位于麻扎村北部。分东、西两个区域，存94个石窟，留有壁画的石窟有8个。石窟始建于公元4世纪，自高昌北凉起到麴氏高昌一直是建寺凿窟的高潮期，并且作为皇家寺院的所在地，到高昌回鹘时期依然有洞窟在开凿或改凿。:933-934唐代《西州图经》对当地描述为“丁谷窟有寺一所，并有禅院一所……寺依山构，揆巘疏阶，雁塔飞空，虹梁饮漢”。直至13世纪伊斯兰教的传播，石窟才逐渐废弃。20世纪初，西方和日本的探险队在此盗掘，携很多文物离开当地。1916年，吐峪沟经历地震，导致三分之二的石窟损毁。吐峪沟石窟形制包括中心柱窟、方形窟、长方形窟等。壁画内容包括本生故事、因缘故事、立佛、千佛等。个别窟有汉字题记。洞窟形制和壁画受龟兹石窟和中原石窟的影响。从吐峪沟石窟出土有包括汉文、粟特文、藏文、回鹘文、婆罗米文等文字文书，也包括绢画、木器、陶器、雕塑、文具等生活用品。吐峪沟石窟是全国重点文物保护单位，也是“2010年中国六大考古新发现”。:933-934

### 清真寺

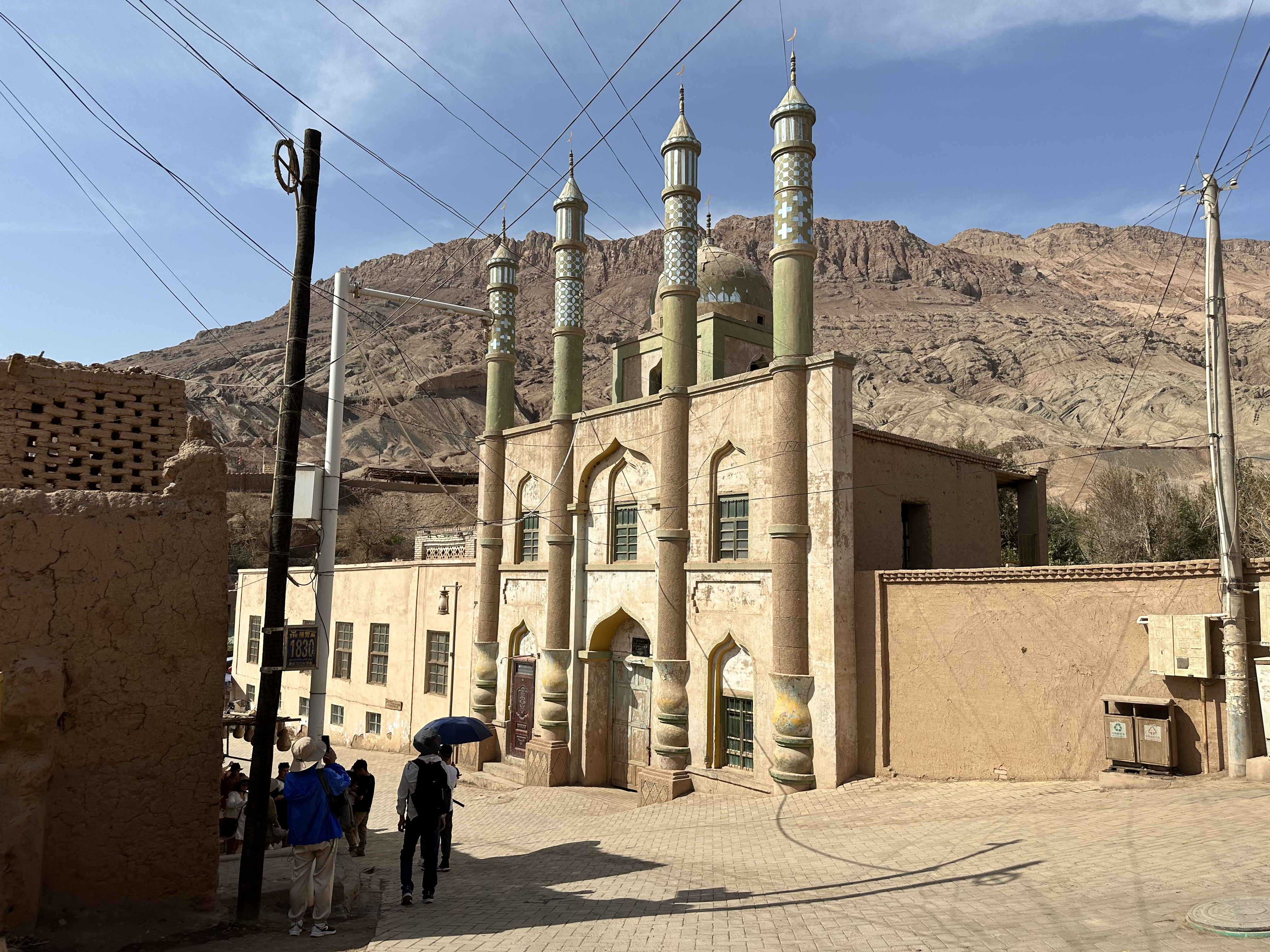
吐峪沟村北清真寺，也被称为艾苏哈卜·凯赫夫清真寺

吐峪沟村北清真寺（也被称为艾苏哈卜·凯赫夫清真寺）占地3000平方米，清真寺主体是礼拜堂，坐西朝东；清真寺院落则是按南北方向建设，院内敞扩。清真寺整体以绿色维护，南面是左右对称传统清真寺布局，有穹窿圆顶，南立面矗立有四座封闭结构的邦克楼，表面有简单几何图案的彩绘。

### 村庄民居

#### 民居历史
麻扎村是古老的的维吾尔族聚居地，村里有65户具有历史的民居，因为麻扎村的生土建筑群，麻扎村也有“中国第一土庄”的称誉。其中斯迪克·阿不都民居是有300年以上历史的民居，斯迪克·阿不都民居紧邻苏贝希河西岸，与冯·勒柯克故居相连。在斯迪克·阿不都家族至少传承五代。斯迪克·阿不都是村中较为富裕的村民，民居保存较好，一楼为厨房、储物间等设施，二楼为客厅、卧室等。建筑的廊檐等均有精细的装饰。冯·勒柯克故居为两层生土建筑，门上有太阳形状库巴。一层保存相对完整，房屋墙壁有整齐但大小不一的壁龛，民居二层大部分房顶已经坍塌。德国冒险家阿尔伯特·冯·勒柯克曾两次在此居住，并对吐峪沟石窟进行发掘。:894:50-55村内另有1户有250到300年历史的民居，3户有150-250年历史的民居，4户100年到150年历史的民居。

#### 民居分布

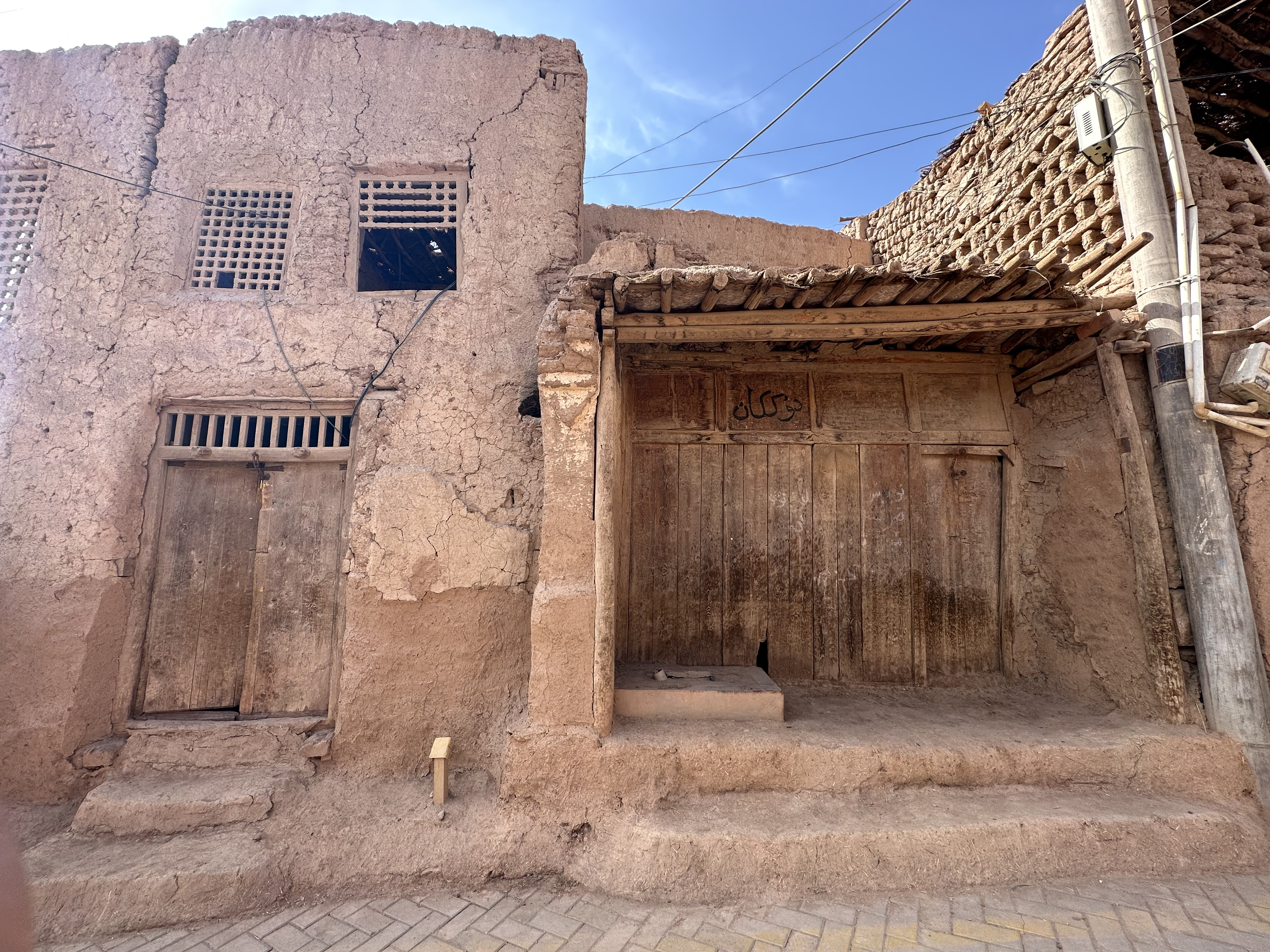
左侧为德国探险家阿尔伯特·冯·勒柯克故居

艾苏哈卜·凯赫夫麻扎位于村落北偏西的高地处，地势高于麻扎村超过50米，可俯瞰整个麻扎村。而清真寺是麻扎村的中心，村落建筑多沿火焰山而建，背依艾苏哈卜·凯赫夫麻扎，朝向不定，皆随坡就势建造，整体呈长条状分布。村庄主要水源苏贝希河由北向南穿村而过，河旁是与河平行的主街道，主街道与村外公路相连，也是通向艾苏哈卜·凯赫夫麻扎的道路。村中内部道路则是由围绕清真寺的不规则环形路、连接各组团的小道、室外场地组成。河流和主街道将村落分为两大部分，狭窄陡峭的小道以及忽高忽低的地形将村落民居大致分为五个组团，不同组团因山、水、路的区别，导致内部结构不同。:30-34
清真寺地处麻扎村最好的地块，临近清真寺是全村最大的平地。麻扎村民居建筑有着户户相连，室室相通的特点。按地势分为五个组团的第一个组团沿苏贝希河水道分布，住宅面路开门，背靠坡度大的山坡地。该区域各院高差明显，地形复杂。院落后部因用地局促常用作堆积杂物或牛羊圈。组团二是紧背靠山，深面水，用地较为平整。民居是类似街巷的对街布置。组团三位于清真寺后部，因高差较大导致该区域民居废弃率最高，这里的民居建于坡地间的台地上，地势起伏明显，具有明显的山地民居特点。组团四位于清真寺南部，民居部分面水，民居保持有零星耕地。为了与主街道相接，修建有桥、深巷道、过街楼等建筑。组团五主体位于村庄东侧两座小山间的谷地内，因为地处谷地，具有避风、遮阳的效果。民居沿道路向顺山体等高线向村庄边缘发展。

#### 建造工艺
麻扎村民居是采用黄黏土作为原材料的生土建筑，黄黏土和麦草混合使民居墙体足够坚固。民居形态变化较少，但建造工艺却在进步，大致可分为掏、挖、干垒、混垒、砌等。掏指从地面掏出竖穴，也被称为地洞、地窖。竖穴一般空间较小，其上会架木制棚架盖顶，棚架略经加工即可成为地窝子。既能够储藏粮食，也能在夏天提供避暑场所。挖是紧挨火焰山处民居处常用的工艺，将山体挖出方形或拱形的横穴，即洞窟，作为房屋后半部分，结合土坯修建为完整建筑。:34-38
干垒是指将黄黏土按比例加入沙粒或砾石，放入预制好的夹板槽中，后夯实制成。加高时会先提高夹板，再夯实，循环往复直至形成墙体。待墙体晾干坚固后，凿出门、窗、洞口。使用此法洞口较小，一些民居会在门、窗、洞口处预先埋入梁，再进行夯实以提升洞口的坚固程度。湿垒是指将黄黏土、砂石、麦草加水搅拌形成筑房原材料，从地面层层叠垒制作而成。待垒到一定程度后，需等其干硬后才可继续加高。湿垒所建墙体下宽上窄，完成垒墙并将墙铲刮平整后，凿出门、窗、洞口。:34-38砌是将生土掺水后加入麦草搅拌，放入规格为30厘米×20厘米×8厘米（规格并不固定）的土坯模板中，土坯每块重量8到10千克，晾干后结合泥浆即可逐层修砌房屋。房间大小、高低、多少，民居的形体、凹凸等均可按需求砌筑。砌筑而成的墙体厚在80厘米到120厘米之间。:34-38
麻扎村民居屋顶多为土拱顶或木密肋平顶。土拱顶常用工艺为土块拱砌，是利用黄黏土的黏性，利用模具支撑将土坯砌成拱形房顶。一般拱形房顶房间面宽3米，可连续砌筑。木密肋平顶是先将直径15厘米以内的梁架于墙上，上铺苇席，再用细泥覆盖。另外，麻扎村的民居修建也会使用到搭建、糊、盖等辅助工艺。:34-38

#### 装饰特色
麻扎村民居的建筑大多以土黄色的本色为主，建筑外立面唯一彩色部分是较新的门扇，色彩以绿色、红色、黄色、蓝色、白色为主，有些门扇有绘制的彩色图案。麻扎村民居门扇早期以简约的挂锁木门为主，原材料以桑木、松木为主，早期多以木本色为主。民居大门下有门槛、上有门框。民居建筑主门框设置有木雕库巴，也被称为户头。木雕样式包括花卉形状、几何图形、果实图形、太阳星星图形等。一些民居宅内的小门也有库巴木雕。过去可以通过库巴判断民居主人的身份：果实、花卉的形状代表着户主经商，几何形状则代表户主从仕。:39-44
窗棂花窗在吐鲁番历史建筑中较为常见，麻扎村的窗棂多为木质合扇窗和镂空花格窗，常见图案包括长方形、正方形等几何图案，也有十字格、斜方格、冰裂纹、卍字型等不同样式组合的窗棂。但吐鲁番民居常见的双交四碗菱花窗棂却鲜有体现，这可能是因为这种窗棂出现于麻扎村成为圣地之后。壁龛也是麻扎村民居特色之一，每户民居都会有大小不一、形状各异的壁龛，形状包括方形、拱形、菱形等。正面墙上的大壁龛一般用于放置被褥；两侧壁龛会用于放置衣物、针线、书本、工艺品等；灶旁的较大壁龛用于放置不同的调料罐、厨具、餐具等，小壁龛则用于放置油灯等物件。辅助用房的壁龛可用于放置生产生活器具等。另外，少数民居保留有土坯砌成的壁炉。:39-44

#### 建筑格局
麻扎村的民居从功能上大致可分为基本生活单元、辅助用房、走廊和厨灶、院落四大部分。民居基本生活单元多为直上直下的两层建筑，鲜有屋檐。楼梯设于屋前明显处，一般由客厅、过厅、卧室等组成，一般二层由于采光好会作为居住场地。不过也有单层民居，但都包涵生活必要的客厅、过厅、卧室等单元。辅助用房是包括储存物品、存放农具、停放车辆的房屋。一般情况下辅助用房面积较小，位于底层，多为窑洞的形式。单层民居也有与辅助用房功能类似的空间，一般安排在距离大门较近的地方。另外，每户民居会有从地面挖出的深1.5米到2米的地窝子，用于夏季避暑。:38-39
走廊一般会修的较深，走廊扶手、廊檐等有时会装饰有木工雕刻。夏季厨灶会被安排在庭院内，冬季则会使用室内的灶台。民居院落一般分为用于生活起居的前院和用于圈养牲畜和堆积肥料的后院。前院会搭建凉棚和镂空花墙。21世纪之前，前院会有土坯堆砌的土炕，21世纪之后多改为一张或两张彩色的宽大铁床，天热时用于休憩。大部分民居会在房顶修建晒制葡萄干的晒房。:38-39麻扎村晒房由错位、叠加砌筑而成的砖块构成，形成长方形、十字形等不同形式的镂空墙体。

## 宗教习俗
一些当地虔诚的穆斯林有着向麻扎朝拜的传统，形式上包括跪拜、诵经、祈祷、布施、扎彩条等。朝拜动机除了儿女婚事、求病治愈、家庭平安、生儿育女、改善生活等传统目的外，还包括考上好学校、找到好工作、升职当官、生意兴隆等新兴目的。前往朝拜时间也从过去封斋、除夕、巴拉特节等传统节日专门前往麻扎村呆一周或一个月用于朝拜，逐渐变为了周末、休假日的短期朝拜。

## 保护措施

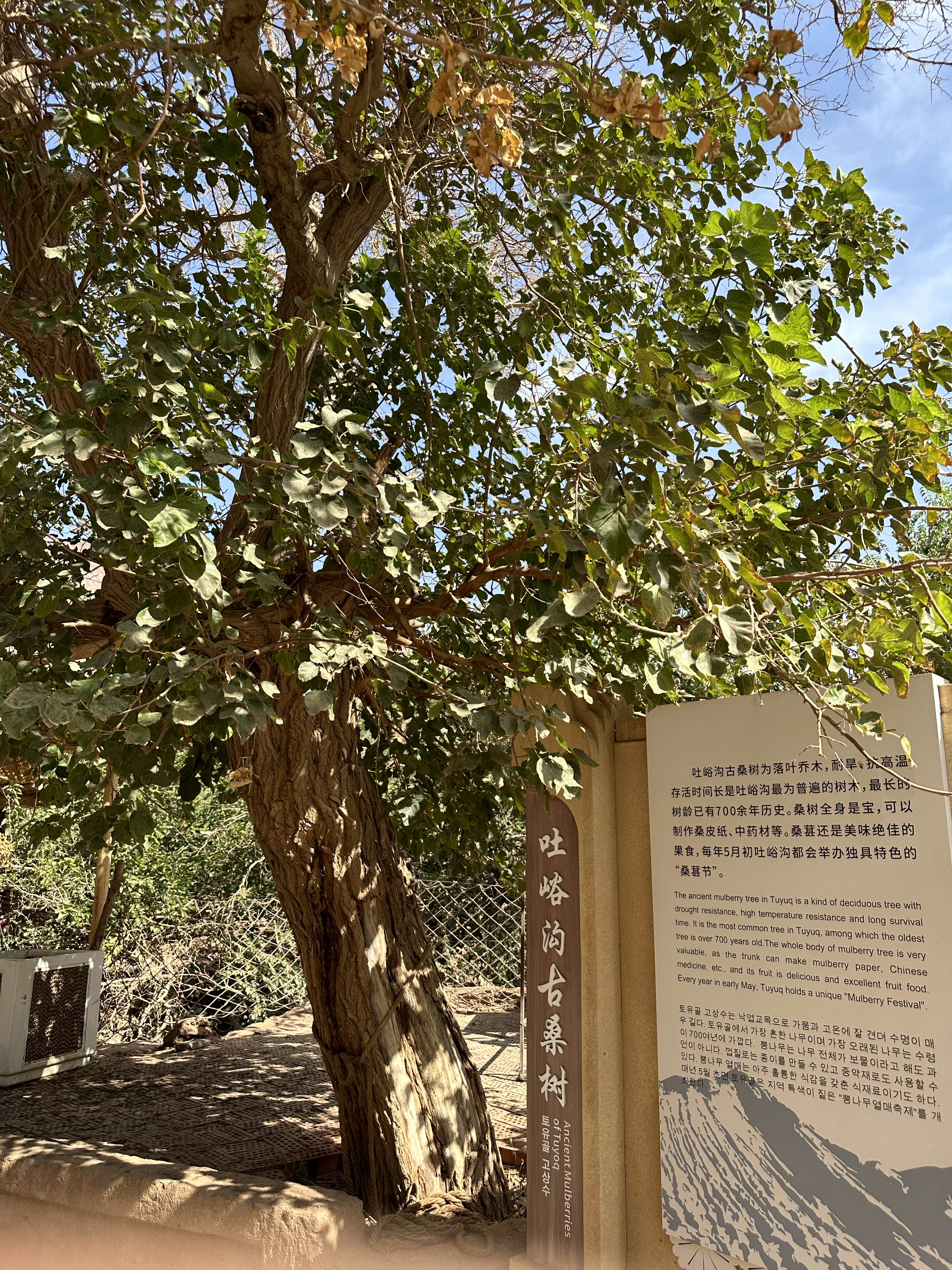
吐峪沟古桑树

2008年起，负责文物管理和保护的吐峪沟麻扎村工作站由鄯善县文物局专门建立。这一年，鄯善县文物局、城建局、吐峪沟乡人民政府、文管所和麻扎村村民组成“吐峪沟乡麻扎村古村落保护协会”。保护协会负责村内石窟看护、村落保护、古桑树保护等。工作站和保护协会修缮年久失修的房屋并修旧如故，修缮以厨卫设施为主的内部设施设备，并将其中三座民居用于旅游开发。截止2016年，共抢救危房15户。2011年，开始投资保护维修麻扎村基础设施，对道路、给排水管网、电力、消防、环卫设施等设施进行改造和建设。2014年，开始维修麻扎村的水渠，解决人畜安全用水问题。并安装太阳能路灯等。同时新建近140套抗震房作为麻扎新村。麻扎村还对村内24株百年以上的桑树进行登记，对所有古树名木进行摸底调查。建立以政府主导、村民为主的管理机构，对古树名木进行共同保护措施。并安排专业人员对古树的生态环境、生长发育情况、保护现状进行监测和监督。:58-59

## 所获称号
2005年11月，中华人民共和国建设部和国家文物局将麻扎村列为第二批中国历史文化名村。
2012年12月，中华人民共和国住房和城乡建设部、中华人民共和国文化部、中华人民共和国财政部公布第一批《中国传统村落名录村落名单》，麻扎村位列其中。
2014年9月，中华人民共和国国家民族事务委员会命名首批“中国少数民族特色村寨”，其中包括麻扎村。

## 当代发展
麻扎村是多部影视剧的取景之地，包括电影《火焰山来的鼓手》《七剑》等，电视剧《阿娜尔罕》等。麻扎村也是画家、摄影家的创作灵感来源之地，新疆摄影家协会、新疆国画院先后将麻扎村作为创作基地和采风写生基地。:116-1172022年，为发展和服务新疆乡村振兴，新疆大学与中山大学共建了“新疆历史文化与旅游可持续发展重点实验室吐峪沟工作站”。
葡萄产业是麻扎村民的传统产业之一，经过开垦耕地、扩大葡萄种植面积后，村民从人均不足半亩葡萄地增加到人均一亩有余。同时对当地葡萄种植进行架式改造、科学管理、技术人员跟踪服务等，村民的葡萄亩产从20世纪末的不足千元人民币增至2014年的5千到1万元人民币。旅游业也是麻扎村村民的收入来源，村民在吐峪沟大峡谷景区设民族特色凉棚，经营特色农家乐、经营农副产品和旅游纪念品等。另外，麻扎村村民收入还包括桑杏园在内的林果业、畜牧养殖业、电子商务、民族特色服装业、劳务输出等。:187-188麻扎村人均年收入从2004年的1827元人民币增至2016年的超过9626元人民币:194-195。